# 古思里奇 (密蘇里州)
古思里奇，又名古思里奇米爾斯（Guthridge Mills），是位於美國密蘇里州沙里頓縣的非建制地區。

## 歷史
古思里奇的郵局於1879年設立，其後於1906年停運。

## 地理
古思里奇所處的海拔為高於海平面215米（即705英呎），而該地所採用的時區為UTC-6，即北美中部時區（CST）。同時該地設有夏令時間，為UTC-6調快一小時，即UTC-5（CDT）。